# Phrynobatrachus werneri
Espèce
Synonymes
- Arthroleptis werneri Nieden, 1910

Statut de conservation UICN

 LC  : Préoccupation mineure
Phrynobatrachus werneri est une espèce d'amphibiens de la famille des Phrynobatrachidae.

## Répartition
Cette espèce est endémique du Sud-Ouest du Cameroun.

## Description
Phrynobatrachus werneri mesure environ 20 mm.

## Étymologie
Son nom d'espèce, werneri, lui a été donné en référence à Franz Werner, zoologiste et explorateur autrichien.

## Publication originale
- Nieden, 1910 : Neue Reptilien und Amphibien aus Kamerun. Archiv für Naturgeschichte, vol. 76, p. 234-246 (texte intégral).